# Aechmea warasii
Espèce
Classification phylogénétique
Aechmea warasii est une espèce de plantes de la famille des Bromeliaceae, endémique de la forêt atlantique (mata atlântica en portugais) au Brésil.

## Synonymes
- Aechmea racinae var. intermedia E.Pereira[1] ;
- Aechmea warasii var. discolor E.Pereira[1] ;
- Aechmea warasii var. intermedia (E.Pereira) E.Pereira & Leme[1] ;
- Lamprococcus warasii (E.Pereira) L.B.Sm. & W.J.Kress[1] ;

## Distribution
L'espèce est endémique de l'État d'Espírito Santo au Brésil.

## Description
L'espèce est épiphyte.